# Чемпионат СССР по хоккею с мячом
Чемпионат СССР по хоккею с мячом проводился в 1936 году. В дальнейшем, начиная с 1950 года чемпионат разыгрывался ежегодно.
Последний чемпионат СССР разыгрывался в сезоне 1990/1991.
В сезоне 1991/1992 разыгрывался единственный чемпионат СНГ.
Начиная с сезона 1992/1993 разыгрывается чемпионат России по хоккею с мячом.

## История
История хоккея с мячом в России берёт начало 20 марта 1896 года.
В этот день Северный каток Каменноостровского велодрома принял первых игроков в хоккей с мячом. Ими были члены Санкт-Петербургского кружка любителей бега.
Как писала газета «Петербургский листок», «игра представляет нечто среднее между футболом и поло с той лишь разницей, что в футболе действуют ногами, а в поло гоняют шар молотками».
Команды состояли из семи игроков каждая, а матч состоял из девяти партий, то есть результативных розыгрышей мяча.
Тренером первых хоккеистов был Э. Г. Фолленвейдер, который присутствовал на одном из матчей в Давосе (Швейцария).
В феврале 1903 года в Санкт-Петербурге в честь 200-летия города был разыгран первый турнир, победителем которого стал местный клуб «Юсупов сад».
16 декабря 1905 года была создана Лига хоккеистов Санкт-Петербурга. В январе 1907 года клуб «Юсупов сад» провёл первое турне (Германия, Норвегия, Швеция). Итог поездки: 6 побед, 1 ничья, 1 поражение.
На конгрессе ЛИХГ (ныне ИИХФ) в феврале 1911 года в Берлине Россия была принята в Международную лигу хоккея на льду. Однако уже в сентябре 1911 года Россия вышла из ЛИХГ, поскольку ЛИХГ приняла канадские правила хоккея, а в России канадский хоккей в те годы не культивировался.
5 марта 1911 года в Санкт-Петербурге состоялся первый розыгрыш Кубка первенства между сборными Москвы и Санкт-Петербурга, который разыгрывался в 1911—1915 годах и называли первенством России. Первым обладателем Кубка первенства стали питерцы.
1 марта 1914 года был создан Всероссийский хоккейный союз. В него вошли 12 клубов из Санкт-Петербурга, 8 — из Москвы, 5 — из Риги, 4 — из Ревеля, 1 — из Павловского Посада, 1 — из Твери. Председателем правления ВХС стал А. В. Новиков, а секретарём — К. П. Бутусов.
Первым чемпионом РСФСР в 1922 году стала сборная Москвы, выигравшая у сборной Твери 7:1.
В первом чемпионате СССР среди сборных городов в 1928 году чемпионом стала сборная Ленинграда, победившая сборную Украинской ССР со счётом 5:0.
5—9 марта 1935 года в Москве состоялся первый чемпионат СССР среди ведомств. Чемпионом стала сборная «Динамо».
17—28 февраля 1936 года в Москве был разыгран первый клубный чемпионат СССР, первым чемпионом которого стало столичное «Динамо».
6 марта 1937 года московское «Динамо» стало обладателем первого Кубка СССР.
В течение длительного времени (с 1937 года) разыгрывался лишь Кубок СССР. Начиная с 1950 года чемпионат СССР становится ежегодным.

## Победители и призёры
| Год  | Победитель           | 2-е место                             | 3-е место            |
| ---- | -------------------- | ------------------------------------- | -------------------- |
| 1936 | Динамо (Москва)      | Трудкоммуна им. Г. Г. Ягоды (Болшево) | Динамо (Ленинград)   |
| 1950 | ОДО (Свердловск)     | Динамо (Москва)                       | Спартак (Москва)     |
| 1951 | Динамо (Москва)      | ОДО (Свердловск)                      | Спартак (Москва)     |
| 1952 | Динамо (Москва)      | КВИФК им. Ленина (Ленинград)          | ОДО (Свердловск)     |
| 1953 | ОДО (Свердловск)     | ОДО (Рига)                            | Трактор (Красноярск) |
| 1954 | ЦДСА (Москва)        | Динамо (Москва)                       | Буревестник (Москва) |
| 1955 | ЦСК МО (Москва)      | ОДО (Свердловск)                      | ОДО (Хабаровск)      |
| 1956 | ОДО (Свердловск)     | ЦСК МО (Москва)                       | Динамо (Москва)      |
| 1957 | ЦСК МО (Москва)      | ОДО (Свердловск)                      | Буревестник (Москва) |
| 1958 | ОСК (Свердловск)     | ЦСК МО (Москва)                       | Буревестник (Москва) |
| 1959 | СКВО (Свердловск)    | Динамо (Москва)                       | ЦСК МО (Москва)      |
| 1960 | СКВО (Свердловск)    | ЦСКА (Москва)                         | Динамо (Москва)      |
| 1961 | Динамо (Москва)      | СКА (Свердловск)                      | ЦСКА (Москва)        |
| 1962 | СКА (Свердловск)     | ЦСКА (Москва)                         | Динамо (Москва)      |
| 1963 | Динамо (Москва)      | СКА (Свердловск)                      | Вымпел (Калининград) |
| 1964 | Динамо (Москва)      | СКА (Хабаровск)                       | СКА (Свердловск)     |
| 1965 | Динамо (Москва)      | СКА (Свердловск)                      | СКА (Хабаровск)      |
| 1966 | СКА (Свердловск)     | Динамо (Москва)                       | Динамо (Алма-Ата)    |
| 1967 | Динамо (Москва)      | СКА (Свердловск)                      | Динамо (Алма-Ата)    |
| 1968 | СКА (Свердловск)     | Динамо (Москва)                       | СКА (Хабаровск)      |
| 1969 | Динамо (Москва)      | СКА (Свердловск)                      | СКА (Хабаровск)      |
| 1970 | Динамо (Москва)      | СКА (Хабаровск)                       | СКА (Свердловск)     |
| 1971 | СКА (Свердловск)     | Динамо (Москва)                       | Динамо (Алма-Ата)    |
| 1972 | Динамо (Москва)      | Волга (Ульяновск)                     | СКА (Хабаровск)      |
| 1973 | Динамо (Москва)      | Динамо (Алма-Ата)                     | Кузбасс (Кемерово)   |
| 1974 | СКА (Свердловск)     | Динамо (Москва)                       | Динамо (Алма-Ата)    |
| 1975 | Динамо (Москва)      | Динамо (Алма-Ата)                     | СКА (Свердловск)     |
| 1976 | Динамо (Москва)      | Динамо (Алма-Ата)                     | Волга (Ульяновск)    |
| 1977 | Динамо (Алма-Ата)    | Динамо (Москва)                       | Волга (Ульяновск)    |
| 1978 | Динамо (Москва)      | Динамо (Алма-Ата)                     | Енисей (Красноярск)  |
| 1979 | Зоркий (Красногорск) | Динамо (Алма-Ата)                     | СКА (Хабаровск)      |
| 1980 | Енисей (Красноярск)  | Старт (Горький)                       | Зоркий (Красногорск) |
| 1981 | Енисей (Красноярск)  | Динамо (Алма-Ата)                     | СКА (Хабаровск)      |
| 1982 | Енисей (Красноярск)  | СКА (Хабаровск)                       | Зоркий (Красногорск) |
| 1983 | Енисей (Красноярск)  | Зоркий (Красногорск)                  | Динамо (Алма-Ата)    |
| 1984 | Енисей (Красноярск)  | Динамо (Москва)                       | СКА (Хабаровск)      |
| 1985 | Енисей (Красноярск)  | Зоркий (Красногорск)                  | СКА (Хабаровск)      |
| 1986 | Енисей (Красноярск)  | СКА (Хабаровск)                       | Динамо (Москва)      |
| 1987 | Енисей (Красноярск)  | Динамо (Москва)                       | Зоркий (Красногорск) |
| 1988 | Енисей (Красноярск)  | Динамо (Москва)                       | СКА (Хабаровск)      |
| 1989 | Енисей (Красноярск)  | СКА (Хабаровск)                       | Зоркий (Красногорск) |
| 1990 | Динамо (Алма-Ата)    | Енисей (Красноярск)                   | СКА (Свердловск)     |
| 1991 | Енисей (Красноярск)  | Зоркий (Красногорск)                  | Динамо (Москва)      |
| 1992 | Зоркий (Красногорск) | СКА (Екатеринбург)                    | Динамо (Алма-Ата)    |

## Медальный зачёт
В 44 чемпионатах СССР (и СНГ) чемпионами были лишь шесть клубов. 18 клубов становились призёрами чемпионата СССР.
| Клуб                                  | Чемпион | Серебряный призёр | Бронзовый призёр |
| ------------------------------------- | ------- | ----------------- | ---------------- |
| Динамо (Москва)                       | 15      | 11                | 5                |
| СКА (Свердловск)                      | 11      | 9                 | 5                |
| Енисей (Красноярск)                   | 11      | 1                 | 1                |
| ЦСКА (Москва)                         | 3       | 4                 | 2                |
| Динамо (Алма-Ата)                     | 2       | 6                 | 6                |
| Зоркий (Красногорск)                  | 2       | 3                 | 4                |
| СКА (Хабаровск)                       |         | 5                 | 10               |
| Волга (Ульяновск)                     |         | 1                 | 2                |
| Трудкоммуна им. Г. Г. Ягоды (Болшево) |         | 1                 |                  |
| КВИФК им. Ленина (Ленинград)          |         | 1                 |                  |
| ОДО (Рига)                            |         | 1                 |                  |
| Старт (Горький)                       |         | 1                 |                  |
| Буревестник (Москва)                  |         |                   | 3                |
| Спартак (Москва)                      |         |                   | 2                |
| Динамо (Ленинград)                    |         |                   | 1                |
| Трактор (Красноярск)                  |         |                   | 1                |
| Вымпел (Калининград)                  |         |                   | 1                |
| Кузбасс (Кемерово)                    |         |                   | 1                |